# هیئت تبلیغاتی گریگوری

نقشه خطوط کلی برخی از مردمان آنگلوساکسون حدود ۶۰۰ میلادی

هیئت تبلیغاتی گریگوری یا میسیون آگوستین (انگلیسی: Gregorian mission)، یک میسیون مسیحی بود که توسط پاپ گریگوری یکم در سال ۵۹۶ فرستاده شد تا آنگلوساکسونهای بریتانیا را به دین مسیحیت دربیاورند. این مأموریت توسط آگوستین کانتربری اداره می‌شد.